# Lophocarpinia aculeatifolia
Lophocarpinia aculeatifolia är en ärtväxtart som först beskrevs av Arturo Erhardo Erardo Burkart, och fick sitt nu gällande namn av Arturo Erhardo Erardo Burkart. Lophocarpinia aculeatifolia ingår i släktet Lophocarpinia och familjen ärtväxter. Inga underarter finns listade i Catalogue of Life.